# Hilcrhyme (アルバム)
『Hilcrhyme』（ヒルクライム）は、Hilcrhymeが2019年1月30日にユニバーサル ミュージックから発売した、8枚目のオリジナルアルバム。

## 概要
- 前作『SIDE BY SIDE』より約2年ぶりのアルバムであり、ソロユニットとなってからは初のアルバム作品。
- 初のアーティスト名を冠したセルフタイトル作品。公式サイトには『アーティスト人生において一度しか使わない』と記載されている。
- ミニアルバム『One Man』の収録曲のほか、21stシングル『恋の炎』、22ndシングル『涙の種、幸せの花』の新録バージョンなどを含む、全10曲収録（初回盤のみ全11曲）。
- 初回盤にはボーナストラックが追加収録されているほか、「アタリマエ」のミュージックビデオ、2019年1月にリリースされたLIVE DVD/Blu-ray『Hilcrhyme LIVE 2018「One Man」より三曲のライブ映像を収録。

## 収録内容(CD)
1. Hill Climb
2. アタリマエ
ミニアルバム『One Man』収録曲。TOKYO MX『ココロタビ シーズン1』テーマソング（TOC出演）[2]。
3. Magic Time 2019
21stシングルc/w。新録バージョンで収録。
4. 恋の炎 2019
21stシングル。新録バージョンで収録。
5. Lost love song【Ⅱ】
6. 愛と恋
7. 挑発
8. 涙の種、幸せの花 2019
22ndシングル。新録バージョンで収録。
9. Good Luck
ミニアルバム『One Man』収録曲。
10. アフターストーリー 2019
21stシングルc/w。新録バージョンで収録。
11. Hill Climb -Togenkyo Arrange-
ボーナス・トラック。初回盤のみに収録。

## 収録内容(DVD)
1. アタリマエ (Music Video)
2. アタリマエ（from LIVE DVD/Blu-ray『Hilcrhyme LIVE 2018「One Man」』）
3. 愛更新（from LIVE DVD/Blu-ray『Hilcrhyme LIVE 2018「One Man」』）
4. Good Luck（from LIVE DVD/Blu-ray『Hilcrhyme LIVE 2018「One Man」』）